# 石 〜Best of Best〜
『石 〜Best of Best〜』（いし ベスト オブ ベスト）は、2005年10月12日に発売された石井竜也1枚目のベスト・アルバム。

## 解説
ソロ初のベスト・アルバム。米米CLUBデビュー20周年記念『米 〜Best of Best〜』と共にファン投票で選曲。未CD化音源や未公開音源を含め全30曲を収録。『米 〜Best of Best〜』（2005年10月21日発売）に先立ち発売。
初回限定盤はDVD「Tatuya Ishii Live History 1997〜2005」付で、『米 〜Best of Best〜』との同時購入者には「"米と石で？"キャンペーン」企画があり、2006年4月1日に行われた米米のイベント抽選などがプレゼントに含まれていた。

## 収録曲
全曲　作詞・作曲：石井竜也（特記以外)

### Disc1 （ゲンキ盤）
1. HI TENSION LOVE
（編曲：伊藤隆博）
2. GOLDEN FISH & SILVER FOX
（編曲：柿崎洋一郎）
3. リズム（石井竜也 featuring NORA名義）
（作曲：石井竜也・金子隆博　編曲：金子隆博）
4. 夢 DE 愛魔性
（編曲：伊藤隆博）
5. 壮絶夜舞酒家 (souzetu night club)
（編曲：伊藤隆博）
6. 朝日につづく道
（編曲：伊藤隆博）
7. この世のHEAVEN
（編曲：光田健一）
8. 花まつり（石井ビューティー名義）
（編曲：伊藤隆博）
9. HIP SHAKE!!
（編曲：柿崎洋一郎）
10. 花MORE　嵐MORE
（編曲：渡辺善太郎）
11. コ・ウ・カ・イ
（編曲：金子隆博）
12. 君はランバダンバンバ
（編曲：金子隆博,柿崎洋一郎,浅野祥之,ケニー・モースリー,石井竜也）
13. AFFECTION
（編曲：勝又隆一）
CD初収録曲。
14. 勝利!!
（編曲：渡辺貴浩）
非売品CD収録曲。
京楽産業『CRグラディエーター』テーマソング。
15. 道はある!
（編曲：伊藤隆博）
非売品CD収録曲。
明治生命120周年特別表彰大会テーマソング。

### Disc2 （イヤシ盤）
1. WHITE MOON IN THE BLUE SKY
（編曲：中崎英也）
2. 安心しろよ
（編曲：伊藤隆博）
3. RIVER
（編曲：渡辺善太郎）
4. あなたに
（編曲：金子隆博）
5. 遠くへ…
（編曲：辰巳博成）
6. GROUND ANGEL（T.I GRAND PROJECT名義）
（編曲：辰巳博成・石井竜也）
7. 未来〜まだ見ぬ時代よ〜
（編曲：渡辺善太郎）
8. 抱いて
（編曲：渡辺善太郎）
9. 君をつれて　
（作曲：久石譲　編曲：光田健一）
10. 心の言葉
（編曲：金子隆博・近田潔人）
11. 夢の迷い道で
（編曲：光田健一）
12. 愛の力
（編曲：金子隆博）
13. 未完成の自画像
（編曲：金子隆博　近田潔人）
14. 君だけが出来る事
（編曲：辰巳博成）
非売品CD収録曲。
フジスタッフ20周年記念イメージソング。
15. 緑の山
（編曲：光田健一）CD初収録曲。
2005年6月5日に茨城県で行われた第56回全国植樹祭で披露された曲。

### DVD
- Tatuya Ishii Live History 1997〜2005
1997年に行われた『T-STAGE』から2005年に行われた『TWO TONE TOUR』までのコンサート映像のダイジェスト[1]。